# Маріса Мелл
Маріса Мелл (Марліс Терес Мойці; 24 лютого 1939 — 16 травня 1992) — австрійська акторка. Відома як фатальна жінка в європейських арт-хаусних і жанрових фільмах, акторка ролі Єви Кант у Маріо Бави «Небезпека: Дияболік» (1968 р.)

## Біографія
Маріса Мелл народилась 24 лютого 1939 року в місті Грац. Вона відвідувала театральну школу в Граці, а потім семінар Макса Рейнхардта у Відні. Змалку захоплювалась театромі мріяла досягти міжнародного успіху. Тоді вона змінила своє ім'я Марліс Терес Мойці на Марісу Мелл. Після закінчення акторської школи вона вийшла заміж за швейцарця Анрі Туччі. Шлюб тривав лише чотири роки. Її перший міжнародний успіх прийшов у фільмі 1963 року «Французький одяг» режисера Кена Рассела. У тому ж році вона отримала важкі травми обличчя в автомобільній аварії.

## Початок акторської діяльності
Мелл жила у м. Грац до того часу, коли вирішила відвідати театральну школу Макса Рейнхардта, де на короткий час була Сента Бергер. Після чотирьох років сценічної роботи Мелл стала зніматися в головних ролях в європейських фільмах. У 1963 році вона потрапила в автомобільну аварію у Франції. Шість годин вона лежала без свідомості, ледь не втратила праве око. Наступні два роки вона провела, роблячи пластичну операцію, і на її обличчі не залишилося жодних пошкоджень, за винятком виразного вигину верхньої губи. Італійський продюсер Діно де Лаурентіс вибрав її на роль Єви Кант, вона знялася у пригодницькому бойовику з Джоном Філіпом Лоу. Фільм, знятий у Римі та його околицях, мав лише помірний успіх у всьому світі, але зараз вважається «культовим» шанувальниками кіно шістдесятих.
У 1968 році вона отримала головну роль у мюзиклі «Мата Харі», продюсерами якого були Девід Меррік і Вінсенте Мінеллі.
Мелл страждала від невдачі, неправильного життєвого вибору та вживання наркотиків. Наприкінці 1980-х вона була змушена провести решту свого життя в Австрії в скрутних умовах.

## Кар'єра
Після фільму «Таємний агент Супер Дракон» (1966) вона здобула головну роль у мюзиклі "Мата Харі " разом із Пернелл Робертс . Попередній показ у Вашингтоні, став сумно відомим своїми численними технічними проблемами, і продюсер Девід Меррік вирішив закрити постановку. Мелл було важко визнати невдачу, яка зіграла певну роль у її переїзді до Італії. У 1968 році Мелл зіграла свою найвідомішу роль Єви Кант у фільмі «Небезпека: Дияболік» (1968), який спочатку був негативно сприйнятий, але пізніше підтриманий кінокритиками. 1969 році вона пережила смерть передчасно народженої доньки, і більше ніколи не мала дітей.
Мелл в Італії часто була центром історій папараці разом із П'єром Луїджі Торрі, її бойфрендом, який був у нічному клубі. Як одна з найбільш впізнаваних красунь італійського кіно, Мелл стабільно працювала протягом 1970-х років і позувала для італійського Playboy.

## Фільмографія
Мелл мала чудову зовнішності, яка майже не ззмінювалась у середньому віці. В Італії її касові збори впали наприкінці 1980-х років, що навряд чи було незвичайним для жінки її віку. У останні роки життя Мелл була мало популярною.
Здобувши популярність, з'явившись у таких фільмах, як «Венусберг» (1963), «Французький одяг» (1964), «Маскарад» (1965), «Казанова 70» (1965) і «Таємний агент Супер Дракон» (1966), Мелл почала кар'єру на Бродвеї та в Голлівуді, але був провал її дебютного мюзиклу «Мата Харі». Вона оселилася в Італії, де її тривале спілкування з П'єром Луїджі Торрі, плейбоєм зробили її знайомою читачам бульварної преси. Вона зіграла ролі у фільмах «Будь-хто може грати» (1968), «Марта» (1971), «Бен і Чарлі» (1972), «Сім закривавлених орхідей» (1972), «Війна банд у Мілані» (1973), «Червоне дерево» (1975), «Казанова» (1977) і «Скажений вбивця собак» (1977). 